# 4. Kurentovanje (1963)
Kurentovanje 1963 je bil četrti uradni ptujski karneval, 24. februarja na pustno nedeljo.
Folklorne prireditve Ptuj so se letos (za razliko od lani) izkazale kot uspešen organizator kurentovanja, saj se je navkljub sneženju zbralo ogromno, ca. 20,000 gledalcev. Zbralo se je tudi precej večje število nastopajočih in skupin kot prejšnje leto, skupaj rekordnih 500 mask, od tega 81 kurentov. Prvič so bili ozvočeni tudi vsi trgi.

## Spored

### Dopoldanski prikaz etnografskih likov
Ob 10. uri dopoldanski sprevod etnografskih skupin, v katerem je sodelovalo 15 skupin.
- 1. Korant
- 2. Kopjaši
- 3. Voz z muzikanti
- 4. Pokači
- 5. Orači (Markovci)
- 6. Kurenti
- 7. Rusa in medved
- 8. Koklja s piceki
- 9. Ploharji (Cirkovci)
- 10. Orači (Lancova vas)
- 11. Pustni plesači (Pobrežje pri Vidmu)
- 12. Laufarji (Cerkno)
- 13. "Borovo gostüvanje" (Predanovci)
- 14. Mačkore (Dobrepolje)

a) kmečka ohcet
b) grbci in jajčarice
c) kurent na vozu
č) babji malin
d) babo žagajo
- 15. Pustni pogrebci (Hajdina)

### Popoldanski sprevod karnevalskih skupin
Karnevalski sprevod se je začel takoj po koncu nastopa etnografskih skupin. Konec karnevalskega sprevoda je bilo že kmalu po 13. uri.
- 1. Godba Ptuj
- 2. Nastop skupine vrtcev in šol Ptuj
- 3. Kurenti izven folklornih skupin
- 4. Skupine in posamične maske odraslih
- 5. Maske (na konjih)
- 6. Maske (na vozovih)
- 7. Maske (kolesarji)
- 8. Maske (motoristi)
- 9. Maske (na avtomobilih)

## Nagrade
Glavno nagrado po kriterijih; zamisel, tehnična izvedba, vloženo delo, množičnost, kvaliteta in splošen vtis je podelila 5 članska komisija:
PREDSEDNIK KOMISIJE
- Stane Stanič (predsednik sveta za kulturo in prosveto pri obč. ljudskem odboru Ptuj)

ČLANI KOMISIJE
- Ivan Krajnčič (upravnik SNG Maribor)
- Marjan Kožuh (predsednik Turistične zveze Maribor)
- Milka Bras (kustos za etnografijo pri Muzeju Ptuj)
- Drago Hasl (predsednik upravnega odbora Zavoda za folkorne prireditve Ptuj)

### Karnevalske skupine
|            | Nastopajoči                                                                          | Nagrada                                                                              |
| ---------- | ------------------------------------------------------------------------------------ | ------------------------------------------------------------------------------------ |
| 1. nagrada | »Turki« (PD Dorvana)                                                                 | 150,000 S dinarjev                                                                   |
| 2. nagrada | drugi nagrada ni bila podeljena (ker so Cigani že pred dvema letoma prejeli nagrado) | drugi nagrada ni bila podeljena (ker so Cigani že pred dvema letoma prejeli nagrado) |
| 3. nagrada | »Vražja kuhinja« (Petovia)                                                           | 100,000 S dinarjev                                                                   |

### 14 nagrad po 50,000 dinarjev
- Cigani
- Prleški turizem
- Cirkus
- Svetovni šampionat v boksu
- Potrošniši kredit
- Oxfordski študentje
- Skupni evropski trg
- Rotacija
- Poizkusna oddaja - lutke
- Veselo peričkanje ali Potrošnikova usoda
- Zd. služba
- Martin Krpan
- Pismo
- De Gaulle

### 10 nagrad po 25,000 dinarjev
- Hitler v peklu
- Horoskop
- Prometni znaki
- Ku-klux-klan
- Ptujski proračuni
- Integracija
- Haložan-Lukarija
- Trgovina: grosist-detajlist
- Ribolov - morska deklica
- Žabe

### 12 nagrad po 10,000 dinarjev
- Kozmonavt
- Čombe na begu
- Lokomotiva-premog
- Pozavčin
- Pingvini in Eskimi
- Pravljica o Kralju Matjažu
- Palčki rudarji
- Palčki z mrtvo Sneguljčico
- Sneguljčica z Vičave
- Indijanci in kavboji
- Sneguljčica in princ
- Hajdoški pletarji

### 3 nagrade po 5,000 dinarjev
- Maharadža
- Trgovina kritičnih artiklov
- Mušnica in marjetica

## Trasa

### Karnevalska povorka
- Vošnjakova (start) – Trg svobode (Minoritski trg) – Krempljeva – Trg delovnih brigad (Mestni trg) – Lackova – Trstenjakova – Srbski trg (UE Ptuj) – Bezjakova – Slovenski trg – Prešernova – Cafova – Muršičeva – Novi Ribič – Dravska – Vošnjakova – Trg svobode (Minoritski trg) – Krempljeva – Trg delovnih brigad (Mestni trg) – Lackova – Masarykova – Ciril Metodov drevored – Ljutomerska (Potrčeva) – Srbski trg (Upravna enota Ptuj) – Miklošičeva – Trg delovnih brigad (Mestni trg) – Krempljeva – Trg svobode (Minoritski trg) – Vošnjakova (zaključek)

## Ostale prireditve

### Prleško gostüvanje
Ob 18. uri je bilo v dvorani Narodnega doma Ptuj, "Prleško gostüvanje", še zadnjič. Pri čemer gre za komičen prikaz različnih ženitvenih običajev po vaseh. Gledalci so sedeli pri pogrnjenih mizah in sodelovali z "svati" pri plesu in petju. Po gostüvanju je sledila še maškerada in prosta zabava.